# واختبرگ
واختبرگ (به آلمانی: Wachtberg) یک شهر در آلمان است که در راین-زیگ واقع شده‌است. واختبرگ  ۲۰٬۰۵۰ نفر جمعیت دارد.

## خواهرخوانده
شهرهای برنارجیو، canton of La Villedieu-du-Clain و La Villedieu-du-Clain خواهرخوانده‌های واختبرگ هستند.